# Victoria: Un impero sotto il sole
Victoria: Un impero sotto il sole (Victoria: An Empire Under the Sun) è un videogioco della Paradox Entertainment, ambientato nel periodo vittoriano (più precisamente dal 1836 al 1920).
È un gioco di strategia in tempo reale, nel quale è possibile prendere le redini di una qualsiasi nazione presente nel periodo di tempo citato. Il gioco ha un'impronta economica molto più marcata rispetto a quanto visto negli altri giochi Paradox Entertainment della rispettiva generazione (Europa Universalis, Europa Universalis 2, Crusader Kings, Hearts of Iron e Hearts of Iron II); un'altra sua peculiarità è l'importanza della politica.

## Meccaniche di gioco

### Condizioni di vittoria
Lo scopo del gioco è di finire la partita portando la propria nazione nella cerchia delle otto grandi potenze nel dicembre del 1920. Per entrare in questa categoria bisogna avere più "punti vittoria" possibili, calcolati in base a 3 parametri:
- Prestigio - ovvero quei punti che definiscono la gloria della propria nazione agli occhi della comunità internazionale; si ottiene: rivendicando colonie, vincendo guerre, acquisendo province con popolazioni appartenenti alla cultura della propria nazione, tramite eventi e investendo nella spesa militare.
- Potenza Industriale - ovvero lo stato dell'economia della propria nazione. Nel gioco è un fattore molto importante dato che si svolge durante la Seconda Rivoluzione Industriale. Questo punteggio si acquisisce aprendo ed espandendo fabbriche e centri di raccolta delle risorse, migliorando le proprie infrastrutture ed effettuando ricerche.
- Potenza Militare - consiste nel punteggio acquisito mediante gli investimenti nella spesa militare, ma, soprattutto, grazie alla costruzione di nuovi reggimenti e di nuove navi.

La combinazione delle succitate categorie determina il vincitore del gioco.

### Economia
Il sistema economico di Victoria è molto complicato. Ogni provincia, nel gioco, produce una tipologia di risorse. Alcune risorse, come il grano, possono essere usate direttamente e servono come materie prime per il sostentamento della popolazione, che, in mancanza di queste, è costretta ad emigrare. Altre, come il carbone, possono essere vendute grezze o raffinate per creare altri materiali. Questo dà al giocatore un'ampia gamma di opzioni tra cui scegliere nello sviluppo dell'economia della nazione che controlla, sempre che abbia accesso ai materiali grezzi. Ovviamente, ogni materiale può essere acquistato nel mercato mondiale ma l'accesso è basato sul prestigio della nazione e occorre molto denaro.

### Industrializzazione
Come si diceva prima, il gioco è ambientato nella fase calda della seconda rivoluzione industriale e quindi per poter espandere il proprio Impero è necessario avere sufficienti industrie e capacità produttiva per soddisfare i bisogni primari della popolazione, che altrimenti si rivolta. Per favorire un'industrializzazione elevata, bisogna disporre di parti meccaniche che, tuttavia, all'inizio del gioco sono a disposizione esclusivamente del Regno Unito.
Per ottenere parti meccaniche, bisogna fare ricerche sull'industria e poi avviare una politica di edificazione di fabbriche e conversione degli agricoltori e degli operai in artigiani e in impiegati, ovvero coloro che lavorano nelle fabbriche.
Per continuare a mantenere un costante afflusso di materie prime, si può dunque investire sulle riforme sanitarie, che favoriscono una rapida crescita della popolazione che, dunque, può specializzarsi in vari mestieri, sia creare delle colonie.
Quest'ultima operazione è quella meno costosa e garantisce un rapido sviluppo.

### Guerra
La guerra in Victoria è astratta, come in tutti i giochi Paradox, e consiste nel far marciare le proprie divisioni verso i territori ostili e nel combattere una battaglia (i cui risultati sono calcolati dal computer). Questo tipo di combattimento è quello ampiamente collaudato di Europa Universalis 2 e Crusader Kings.
L'efficienza dei soldati può essere influenzata dalle decisioni del giocatore. 'Generali' ed 'Ammiragli', ad esempio, influenzano morale e organizzazione delle truppe, così come le scoperte tecnologiche. Un sistema ferroviario può portare ulteriori bonus, oltre alla possibilità di spostare le truppe più rapidamente. Le province possono inoltre essere fortificate e le truppe potranno trincerarsi, a patto di averne il tempo.
La guerra nasconde un altro pericolo, il logoramento, ovvero, gli eserciti di quell'epoca non disponevano certo dei servizi di cui si dispone oggi, a quell'epoca infatti erano più frequenti "incidenti" come: epidemie, diserzioni e altri problemi logistici che nel gioco vengono sintetizzati con il logoramento, cioè una percentuale della forza di ogni unità che ogni mese viene tolta in base a molte cose; il tipo di provincia, perché è diverso combattere in Africa o in Siberia, a seconda dalla lontanzanza dalle proprie basi di rifornimento o dalla qualità della vita che è molto più bassa in certe provincie che in altre.
Inoltre, ulteriori bonus sono forniti dalle brigate con delle armi in più. Ad esempio, le brigate di artiglieria, forniscono bonus sia in difesa che in attacco, ma costano molto di più, anche in numero di uomini da impiegare.

## L'espansioneVictoria: Revolutions
Il 7 giugno 2006, la Paradox Interactive ha annunciato l'uscita di un'espansione per il gioco, acquistabile principalmente via internet, che introduce grandi novità nel gioco originale:
- la durata è allungata sino al 31 dicembre 1935, che permette di guidare la propria nazione fra le due guerre e nella Grande depressione del 1929.
- Nuove tecnologie sviluppabili, proprie del periodo fra le due guerre.
- Un convertitore DOOMSDAY che permette di continuare la partita in Hearts of Iron II: Doomsday.
- Un sistema elettorale e politico modificato, con l'aggiunta dei partiti di stampo fascista.
- Una revisione del sistema militare, che permette al giocatore di prendere maggiori decisioni durante le battaglie.
- Un nuovo sistema economico, che dona maggior realismo al gioco, come, ad esempio, la possibilità per i capitalisti di costruire fabbriche, e di non lasciare tutto l'onere allo stato (ovvero al giocatore).